# Joshua Hay
Joshua Hay (* 2. Dezember 1988) ist ein neuseeländischer Eishockeyspieler, der seit 2017 erneut beim Botany Swarm in der New Zealand Ice Hockey League spielt.  

## Karriere
Joshua Hay spielte seit Beginn seiner Karriere als Eishockeyspieler zunächst in der Mannschaft von Botany Swarm (bis 2007: South Auckland Swarm) in der New Zealand Ice Hockey League. Mit diesem Team aus Auckland wurde er 2007, 2008, 2010 und 2011 neuseeländischer Meister sowie 2006 Vizemeister. Trotz des verlorenen Finales wurde er 2006 zum wertvollsten Spieler des Endspiels erklärt. Durch die vier Titelgewinne, an denen Hay beteiligt war, wurde Botany Swarn neuseeländischer Rekordmeister. 2013 zog es ihn nach Europa, wo er zunächst beim HF Linköping in der schwedischen Division 3, der fünften Liga des skandinavischen Landes, spielte. 2014 wechselte er zu den Solway Sharks in die National Ice Hockey League, die dritthöchste englische Spielklasse. Seit 2017 spielt er wieder für seinen Stammverein Botany Swarm.

### International
Im Juniorenbereich spielte Hay mit der neuseeländischen Auswahl bei den U-18-Weltmeisterschaften 2005 und 2006 und den U-20-Weltmeisterschaften 2005, 2007 und 2008, als er nach seinen Landsleuten Chris Eaden und Michael Beaton drittbester Torschütze des Turniers war, jeweils in der Division III. Bei der U-20-Weltmeisterschaft 2006 stand er in der Division II auf dem Eis. Aber auch seine beiden Tore gegen Spanien – es waren die einzigen der neuseeländischen Mannschaft im gesamten Turnier – konnten den Abstieg nicht verhindern.
Für die Herren-Nationalmannschaft nahm Hay an den Weltmeisterschaften der Division II 2006, 2008, 2010, 2011, 2012, als er als bester Spieler seiner Mannschaft ausgezeichnet wurde, 2013, 2014 und 2015 sowie der Division III 2007 und 2009 teil.

## Erfolge und Auszeichnungen
- 2005 Aufstieg in die Division II bei der U-20-Weltmeisterschaft der Division III
- 2006 Wertvollster Spieler des Finalspiels der New Zealand Ice Hockey League 2006
- 2007 Aufstieg in die Division II bei der Weltmeisterschaft der Division III
- 2007 Neuseeländischer Meister mit South Auckland Swarm
- 2008 Aufstieg in die Division II bei der U-20-Weltmeisterschaft der Division III
- 2008 Neuseeländischer Meister mit Botany Swarm
- 2009 Aufstieg in die Division II bei der Weltmeisterschaft der Division III
- 2010 Neuseeländischer Meister mit Botany Swarm
- 2011 Neuseeländischer Meister mit Botany Swarm

## NZIHL-Statistik
(Stand: Ende der Saison 2017)